# Oklahoma
För andra betydelser, se Oklahoma (olika betydelser).
Oklahoma [ˌoʊkləˈhoʊmə] är en delstat i södra centrala USA. Oklahoma har sitt ursprung i Indianterritoriet, som var avsatt för indianer, särskilt de som förflyttades enligt Indian Removal Act och i Oklahomaterritoriet. Sedan indianreservaten avskaffats, slogs dessa territorier samman och inträdde i unionen den 16 november 1907 som Oklahoma, den 46:e delstaten. 
Oklahoma är den till ytan 20:e största och den 28:e folkrikaste av USA:s 50 delstater. Namnet Oklahoma kommer från indianstammen choctaws språk, där orden "okla" och "humma" betyder "rött folk". Befolkningen som bor i staten brukar kallas "oklahomans" eller "okies". Delstaten är också känd för sitt smeknamn, The Sooner State. Huvudstad och största stad är Oklahoma City.
Staten är en stor producent av naturgas, olja och livsmedel. Staten har en omfattande industri inom luftfart, energi, telekommunikation och bioteknik. Oklahoma är en delstat med relativt låg medelinkomst men var under åren 2007 en av de delstater vars ekonomi växte snabbast.

## Klimat

Oklahomas klimat enligt Köppens klimatklassifikation.

Oklahomas klimat tillhör nedanstående klimatzoner enligt Köppens system. Kartan visar deras geografiska avgränsning.
- Bsk: Semiarida klimat
- Cfa: Subtropiskt klimat

### Ekologiska regioner

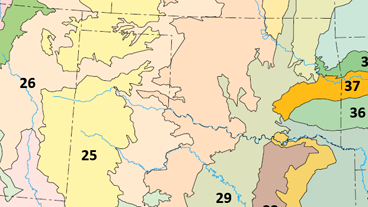
Oklahomas ekologiska regioner.

Följande ekologiska regioner finns representerade i Oklahoma. Kartan visar deras geografiska avgränsningar.
- 25: High Plains
- 26: Platålandet i sydvästra USA, torr prärie
- 27: Great Plains (utan nummer på kartan)
- 29: Cross Timbers, skogprärie
- 35: Piney Woods, subtropisk barrskog
- 36 Ouachita Mountains
- 37 Arkansasflodens dalgång
- 38 Boston Mountains
- 39 Ozarkbergen
- 40 Central Irregular Plains

Landskap

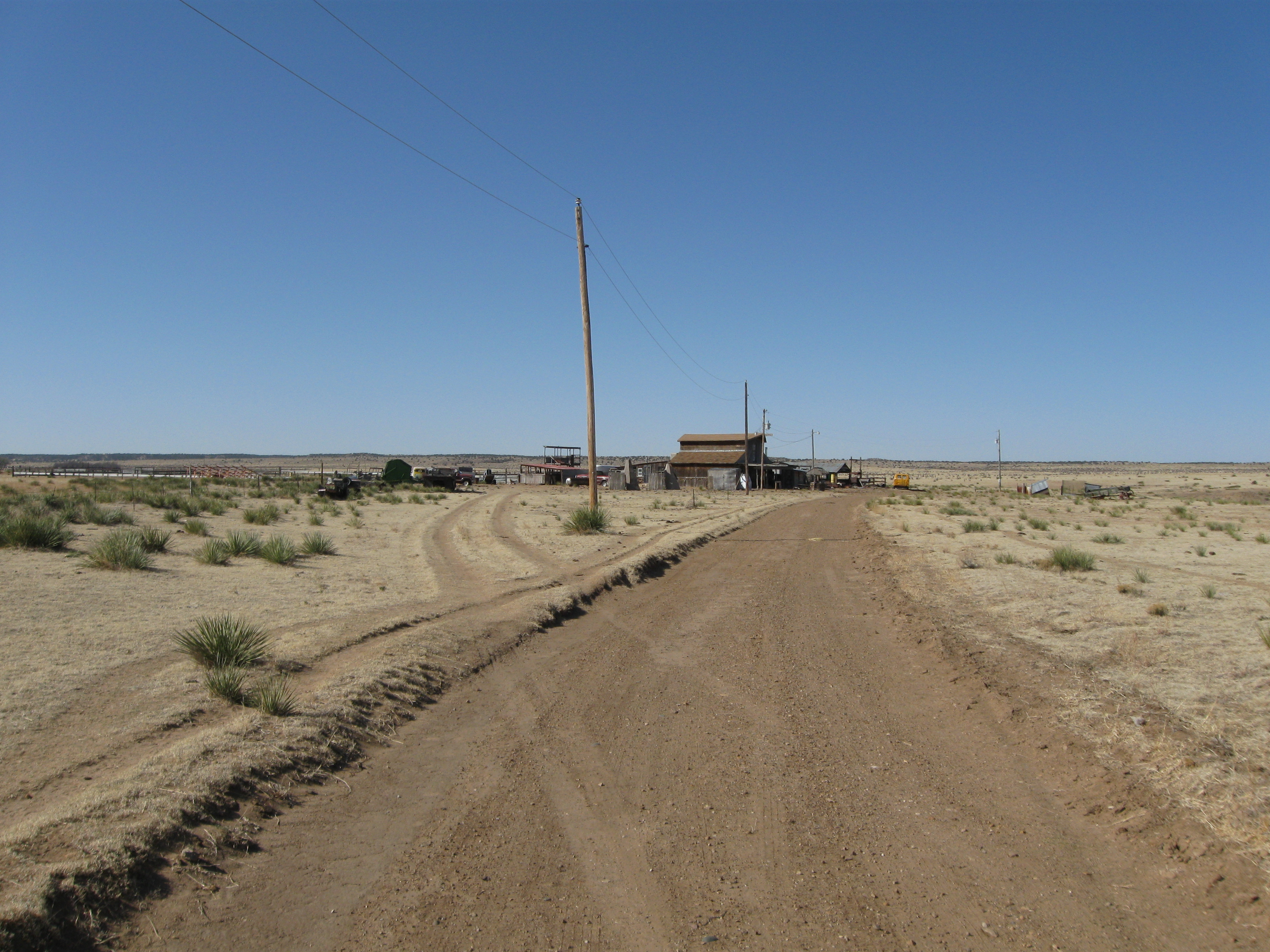
High Plains i Oklahoma (region 25).
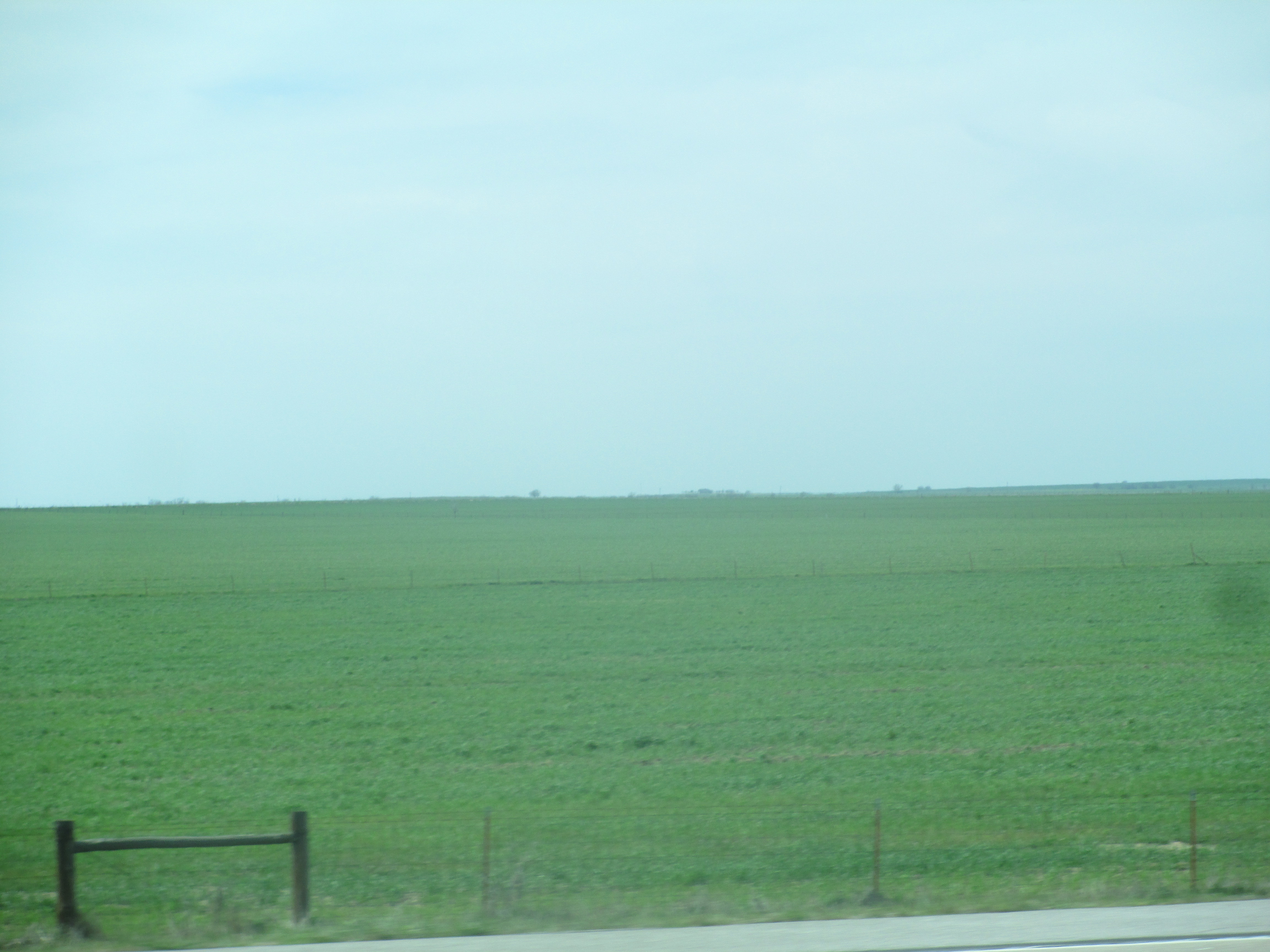
Great Plains i Oklahoma (region 27).

## Styre och rättsväsen
Likt alla andra delstater i USA så bygger Oklahomas konstitution på maktdelning: Oklahomas legislatur (tvåkammarsystem med senat och representanthus), Oklahomas guvernör samt Oklahomas domstolsväsen (Oklahoma Supreme Court och Oklahoma Court of Criminal Appeals).

## Större städer
De tio största städerna i Oklahoma (2003). 
1. Oklahoma City - 547 274
2. Tulsa - 384 037
3. Norman - 106 707
4. Lawton - 91 568
5. Broken Arrow - 90 714
6. Edmond - 78 226
7. Midwest City - 55 935
8. Moore - 51 106
9. Enid - 47 008
10. Stillwater - 46 796

## Sport
Oklahoma City Thunder spelar i NBA. Southern Hills Country Club är en berömd golfklubb utanför Tulsa som PGA-touren gästar och som har arrangerat US open i golf tre gånger, senast 2001. Oak Tree Country Club utanför Oklahoma City, liksom Cedar Ridge Country Club utanför Tulsa, har också haft tävlingar inom PGA-touren.

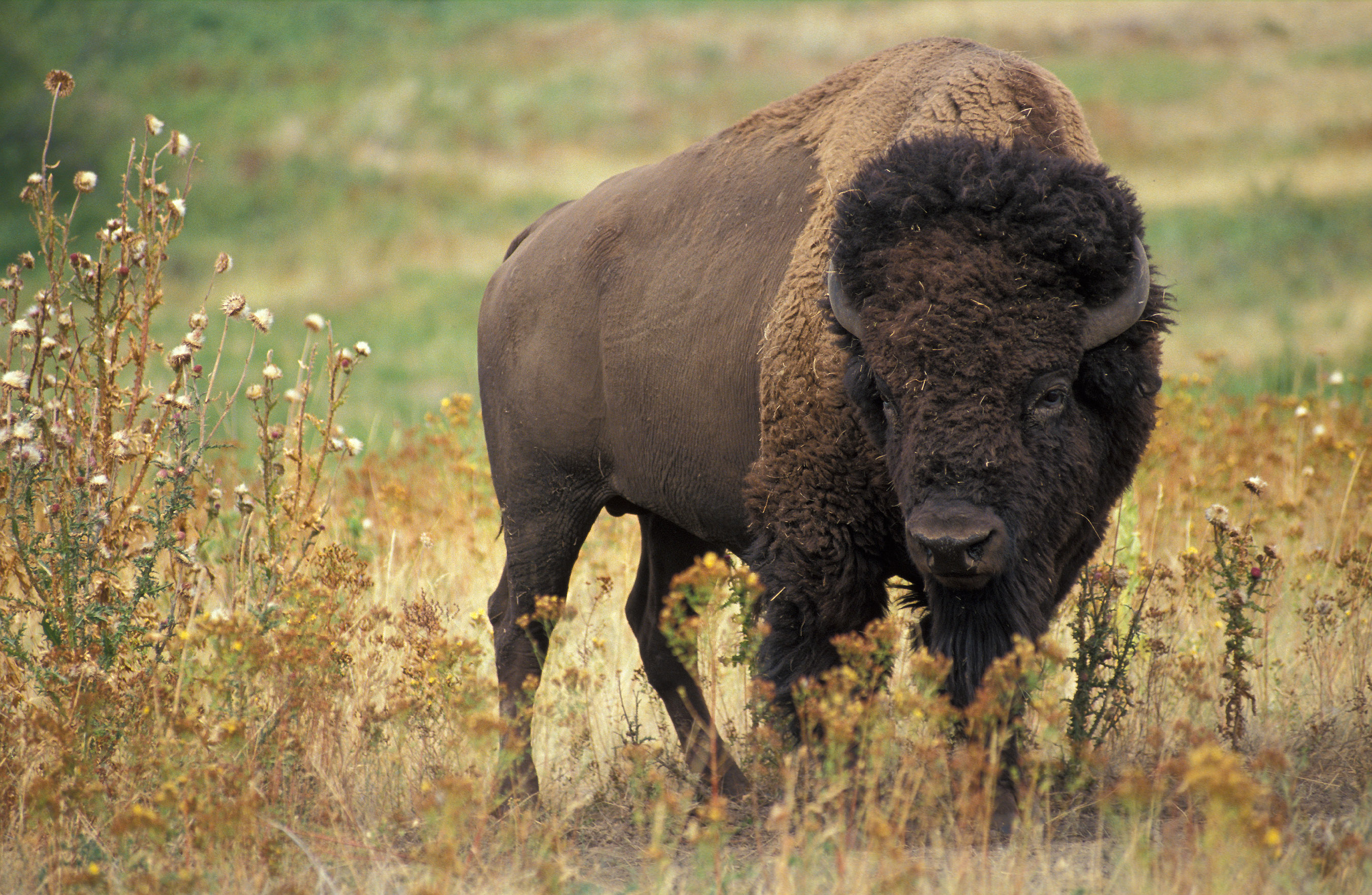
Amerikansk bisonoxe, Oklahomas nationaldjur

## Kända personer födda i Oklahoma
- Taylor Armstrong, TV-personlighet
- Hoyt Axton, musiker och skådespelare
- Chet Baker, jazzartist
- Sam Bradford, amerikansk fotbollsspelare
- Garth Brooks, countrysångare
- J.J. Cale, bluesrockmusiker
- Blake Edwards, filmregissör (men mestadels uppvuxen i Kalifornien)
- James Garner, skådespelare
- Blake Griffin, basketspelare
- Woody Guthrie, folksångare, kompositör
- Isaac Hanson, musiker
- Taylor Hanson, musiker
- Van Heflin, skådespelare
- Jennifer Jones, skådespelare
- Malese Jow skådespelare, sångare
- Toby Keith, countrysångare
- Phillip ”Dr Phil” McGraw, psykolog och tv-personlighet
- Mickey Mantle, baseballspelare
- Orville Moody, golfspelare
- Ron Padgett, författare
- Patti Page, sångerska
- Brad Pitt, skådespelare
- Tony Randall, skådespelare
- Tyson Ritter, sångare
- John Michael Talbot, gitarrist och sångare
- Jim Thorpe, friidrottare, OS-guld
- Dwight Twilley, rockmusiker
- Carrie Underwood, countrysångerska